# 皮里亞波利斯
皮里亞波利斯是烏拉圭的城市，由馬爾多納多省負責管轄，位於該國南部拉普拉塔河畔，距離首都蒙特維多105公里，始建於1893年，面積25平方公里，2011年人口8,830。

## 外部連結
- Information on Piriápolis, Maldonado （页面存档备份，存于） （西班牙文）
- Piriápolis, in Maldonado Hall Town official website （西班牙文）
- Tourist Information about Piriápolis （页面存档备份，存于） （西班牙文） （英文）
- www.piriapolis.com （页面存档备份，存于）
- Article on Piriápolis, Official Portal of the Uruguayan Government （页面存档备份，存于）
- INE map of Piriápolis （页面存档备份，存于）